# Galak
La Galak è una barretta di cioccolato bianco prodotta dalla Nestlé sin dal 1967.

## Storia
Sin dagli anni trenta la Nestlé ha prodotto tavolette di cioccolato bianco, che però sono confluite nel marchio Galak soltanto nel 1967. Il cioccolato Galak è conosciuto con questo nome soltanto in Europa, ad eccezione della Spagna, del Regno Unito e dell'Irlanda dove è conosciuto col nome di Milkybar, nome utilizzato anche in Australia, Nuova Zelanda, India e Sudafrica. Il nome Galak deriva del greco γάλα che significa latte.

## Varianti
Nel corso degli anni, e soprattutto in periodi recenti, a fianco della tradizionale tavoletta di cioccolato, sono stati affiancati numerosi altri prodotti a base di cioccolato bianco, fra cui: Galak Dessert, crema al sapore di cioccolato bianco venduta in vasetti, Galak Bicolor, tavoletta di cioccolato bianco, con punti di cacao, Galak con pezzi di biscotto, Galak Cereali, uovo di Pasqua Galak e gli ovetti Galak.

## Promozione
Per la promozione del Galak in Europa furono utilizzati i personaggi del cartone animato francese Zum il delfino bianco (Oum le Dauphin Blanc), che apparivano sulla confezione del prodotto, negli spot televisivi ed in tutte le campagne promozionali legate al prodotto. Nelle pubblicità, i due bambini protagonisti, Gianni e Marina, ed il delfino Zum affrontavano nemici come pirati o squali.
La Nestlé ha terminato l'utilizzo della licenza dei personaggi di Zum il delfino bianco nel 2003, benché sino al 2004 abbia continuato ad utilizzare un delfino, simile a Zum come mascotte. Per tale ragione i detentori del copyright di Zum il delfino bianco hanno fatto causa alla Nestlé. Attualmente mascotte di Galak è Pluff, un personaggio creato appositamente, dalle sembianze di una goccia di latte.